# Viktor Hallén
Erik Viktor Hallén, född 1 februari 1994 i Stockholm, är en svensk handbollsspelare (vänstersexa).

## Karriär
Med moderklubben Sannadals SK vann Viktor Hallén 2004 Skolcupen i Stockholm. Laget vann även Partille Cup 2009 efter en överlägsen seger i finalen över Skanderborg från Danmark med 28–15. Hallén gjorde 15 mål i den finalen och fick priset som MVP. Efter några år gick han till HK Drott Halmstad, där han var med och vann SM-guld säsongen 2012/2013. Han blev vald till elitseriens bästa vänstersexa 2012, 2013 och 2014.
2016 värvades Hallén av den svenska klubben IFK Kristianstad. Under den första säsongen vann han den interna skytteligan i klubben och även assistligan. Klubben tog då sitt tredje raka SM-guld. I IFK Kristianstad blev det två SM-guld (2017 och 2018).
Hallén tog 2020 steget över till Lugi HF där han spelade en säsong.
2021 skrev Hallén på ett tvåårskontrakt med IFK Skövde, där han första året vann lagets interna skytteliga. Kontraktet förlängdes, men säsongen 2024/25 kom Viktor aldrig till spel pga. en höftskada och i februari 2025 bryts kontraktet med IFK Skövde och Hallén meddelar att hans elitkarriär därmed är över.